# Monique Drilhon
Monique Jeannine Marie Drilhon po mężu Dubreuilh (ur. 16 grudnia 1922 w Bordeaux, zm. 11 grudnia 2019 w Gradignan) – francuska lekkoatletka, sprinterka, medalistka mistrzostw Europy z 1946.
Zdobyła srebrny medal w sztafecie 4 × 100 metrów na mistrzostwach Europy w 1946 w Oslo. Sztafeta francuska biegła w składzie: Claire Brésolles, Drilhon, Liliane Miannay i Léa Caurla. Drilhon startowała również w biegu na 100 metrów, w którym odpadła w półfinale.
Była mistrzynią Francji w biegu na 100 metrów i biegu na 200 metrów w 1943, wicemistrzynią w biegu na 200 metrów w 1942 oraz brązową medalistką w biegu na 100 metrów w 1946 i w biegu na 200 metrów w 1946 i 1947.
Dwukrotnie poprawiała rekord Francji w sztafecie 4 × 100 metrów doprowadzając go do czasu 48,5 s (3 września 1946 w Oslo).